# Gryllotalpa jinxiuensis
Gryllotalpa jinxiuensis är en insektsart som beskrevs av You och Lin 1990. Gryllotalpa jinxiuensis ingår i släktet Gryllotalpa och familjen mullvadssyrsor. Inga underarter finns listade i Catalogue of Life.